# Апши (Латвия)
А́пши (Ли́нис; латыш. Apši, Līņi, Līnis; устар. корчма Апше, Лине) — населенный пункт (латыш. mazciems) в Дзербенской волости Вецпиебалгского края. Расположен на севере волости, в 10,6 км от волостного центра Дзербене, 31,9 км от краевого центра Вецпиебалги и 109,4 км от Риги.
Населенный пункт расположен недалеко от автомагистрали V299 (Рауна—Таурене—Абрупе).